# Majdan Nowy (gromada w powiecie biłgorajskim)
Majdan Nowy (w latach 1970. Nowy Majdan) – dawna gromada, czyli najmniejsza jednostka podziału terytorialnego Polskiej Rzeczypospolitej Ludowej w latach 1954–1972.
Gromady, z gromadzkimi radami narodowymi (GRN) jako organami władzy najniższego stopnia na wsi, funkcjonowały od reformy reorganizującej administrację wiejską przeprowadzonej jesienią 1954 do momentu ich zniesienia z dniem 1 stycznia 1973, tym samym wypierając organizację gminną w latach 1954–1972.
Gromadę Majdan Nowy z siedzibą GRN w Majdanie Nowym utworzono – jako jedną z 8759 gromad na obszarze Polski – w powiecie biłgorajskim w woj. lubelskim na mocy uchwały nr 6 WRN w Lublinie z dnia 5 października 1954. W skład jednostki weszły obszary dotychczasowych gromad Majdan Nowy, Majdan Stary i Rogale ze zniesionej gminy Sól w tymże powiecie. Dla gromady ustalono 13 członków gromadzkiej rady narodowej.
1 stycznia 1958 do gromady Majdan Nowy włączono wieś Smólsko Duże ze zniesionej gromady Smólsko w tymże powiecie.
W latach 1970. obowiązywała nazwa gromada Nowy Majdan. 
Gromada przetrwała do końca 1972 roku, czyli do kolejnej reformy gminnej.